# Hernán Cabalceta
Hernán Cabalceta (* 1921 in San José) ist ein ehemaliger costa-ricanischer Fußballspieler, der im Angriff agierte.

## Leben
Nach dem Gewinn des costa-ricanischen Meistertitels der Saison 1940 mit dem CS Cartaginés wechselte Cabalceta 1941 in die mexikanische Liga Mayor, wo er zunächst für zwei Jahre und anschließend noch einmal von 1945 bis 1950 beim Club América unter Vertrag stand.
Außerdem spielte er für den CF Atlante und den CD Marte. Mit den Marcianos gewann er seine beiden einzigen mexikanischen Titel: unmittelbar nach seinem Wechsel zum amtierenden Meister der Saison 1942/43 den Supercup des Jahres 1943 und später die Meisterschaft der Saison 1953/54.

## Erfolge
- Costa-ricanischer Meister: 1940 (mit Cartaginés)
- Mexikanischer Meister: 1953/54 (mit Marte)
- Mexikanischer Supercup: 1943 (mit Marte)